# Byron (förnamn)

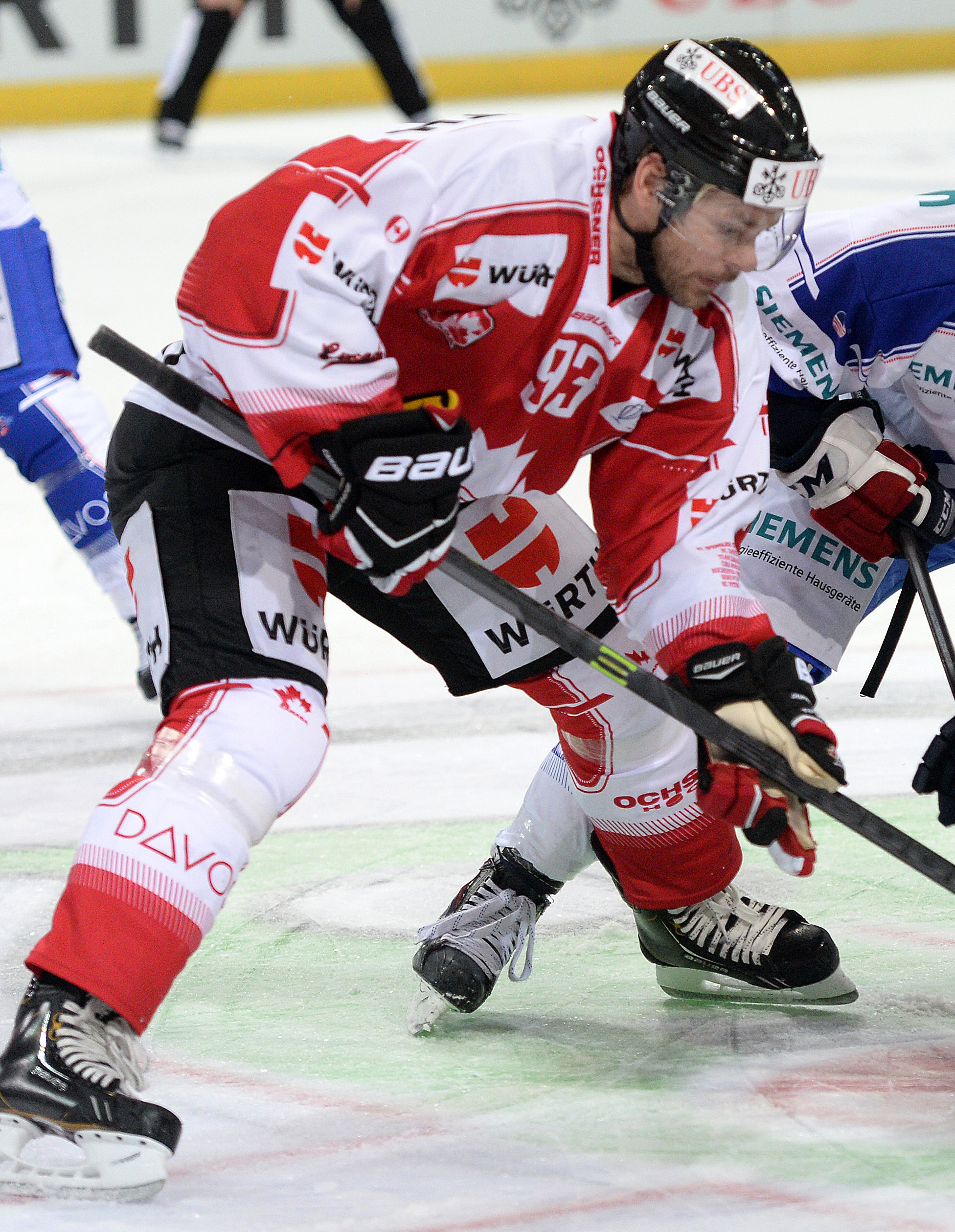
Byron Ritchie, 2013.

Byron är ett mansnamn. Namnet kommer från efternamnet Byron. I april 2025 fanns i Sverige 97 personer med förnamnet.

## Personer med Byron som förnamn
- Byron De La Beckwith (1920–2001), amerikansk mördare
- Byron Long (född 1969), amerikansk porrskådespelare
- Byron Ritchie (född 1977), kanadensisk ishockeyspelare